# Großer Preis von Frankreich 1991
Der Große Preis von Frankreich 1991 (offiziell Rhône-Poulenc Grand Prix de France) fand am 7. Juli auf dem Circuit de Nevers Magny-Cours in Magny-Cours statt und war das siebte Rennen der Formel-1-Weltmeisterschaft 1991.

## Berichte

### Hintergrund
Die Verlegung des Großen Preises von Frankreich vom Circuit Paul Ricard in Südfrankreich nach Magny-Cours in der Mitte des Landes wurde vielfach kritisiert, da insbesondere die dortige Infrastruktur sowie die relativ geringe Anzahl der Hotels als nicht ausreichend empfunden wurde.
In der Hoffnung, ab der Saisonmitte nicht zu den Teams zu zählen, die an der Vorqualifikation teilnehmen müssen, tauschte das Team Footwork die anfälligen Porsche-Motoren gegen bewährte Aggregate des Herstellers Cosworth ein. Während sowohl Jordan als auch BMS gute Chancen hatten, die Vorqualifikation hinter sich zu lassen, befand sich neben Footwork vor allem Brabham in einer kritischen Situation, da bis zu diesem Zeitpunkt der Saison noch kein WM-Punkt erzielt worden war.
Bei der Scuderia Ferrari kam erstmals der neue Typ 643 zum Einsatz. Ligier trat mit einer weiterentwickelten Version des JS35 an.
Mit Alain Prost (fünfmal), Nigel Mansell (zweimal) und Nelson Piquet (einmal) traten drei ehemalige Sieger zu diesem Grand Prix an.

### Training
Zum dritten Mal in Folge erreichte Riccardo Patrese die Pole-Position. Ayrton Senna verlor beim Versuch, dessen Bestzeit zu unterbieten, in der letzten Kurve die Kontrolle über seinen McLaren MP4/6 und schlug nach einem Dreher in die Boxenmauer ein, nachdem zuvor Olivier Grouillard einen Motorschaden erlitten und dabei Öl auf der Strecke verteilt hatte. Da Senna dabei jedoch die Ziellinie überquerte, zählte die Rundenzeit und reichte für den dritten Startplatz hinter Prost. Mansell qualifizierte sich für den vierten Platz vor Gerhard Berger und Jean Alesi sowie den beiden Benetton-Piloten Piquet und Roberto Moreno.

### Rennen
Nach einem schlechten Start befand sich Patrese am Ende der ersten Runde auf dem neunten Rang. Prost führte vor Mansell, Senna, Berger, Alesi, Piquet und Moreno. Wie bereits drei Wochen zuvor in Mexiko schied Berger bereits nach wenigen Runden aufgrund eines Motorschadens aus. Gianni Morbidelli kollidierte beim Versuch, Piquet zu überholen, mit diesem sowie mit Ivan Capelli. Die beiden Italiener konnten das Rennen im Gegensatz zu Piquet nicht fortsetzen.
In der 22. Runde übernahm Mansell die Führung von Prost. Im Zuge der Boxenstopps wechselte die Position neun Umläufe später wieder. In Runde 54 gelang es Mansell erneut, Prost zu überholen, und zwar auf der Außenbahn der Adelaide-Haarnadelkurve. Im Zuge seiner Überrundung ließ Patrese Mansell sofort passieren, hielt Prost jedoch für einige Sekunden auf, um seinem Teamkollegen einen größeren Vorsprung zu verschaffen. Dieser siegte schließlich vor Prost, Senna, Alesi und Patrese. Andrea de Cesaris belegte den sechsten Platz. Maurício Gugelmin erhielt wegen Blockierens eines Konkurrenten nachträglich eine Zehn-Sekunden-Zeitstrafe.

## Meldeliste
| Team                              | Nr. | Fahrer             | Chassis            | Motor                    | Reifen |
| --------------------------------- | --- | ------------------ | ------------------ | ------------------------ | ------ |
| Honda Marlboro McLaren            | 01  | Ayrton Senna       | McLaren MP4/6      | Honda RA121E 3.5 V12     | G      |
| Honda Marlboro McLaren            | 02  | Gerhard Berger     | McLaren MP4/6      | Honda RA121E 3.5 V12     | G      |
| Braun Tyrrell Honda               | 03  | Satoru Nakajima    | Tyrrell 020        | Honda RA101E 3.5 V10     | P      |
| Braun Tyrrell Honda               | 04  | Stefano Modena     | Tyrrell 020        | Honda RA101E 3.5 V10     | P      |
| Canon Williams Team               | 05  | Nigel Mansell      | Williams FW14      | Renault RS3 3.5 V10      | G      |
| Canon Williams Team               | 06  | Riccardo Patrese   | Williams FW14      | Renault RS3 3.5 V10      | G      |
| Motor Racing Developments         | 07  | Martin Brundle     | Brabham BT60Y      | Yamaha OX99 3.5 V12      | P      |
| Motor Racing Developments         | 08  | Mark Blundell      | Brabham BT60Y      | Yamaha OX99 3.5 V12      | P      |
| Footwork Grand Prix International | 09  | Michele Alboreto   | Footwork FA12B     | Ford Cosworth DFR 3.5 V8 | G      |
| Footwork Grand Prix International | 10  | Stefan Johansson   | Footwork FA12B     | Ford Cosworth DFR 3.5 V8 | G      |
| Team Lotus                        | 11  | Mika Häkkinen      | Lotus 102B         | Judd EV 3.5 V8           | G      |
| Team Lotus                        | 12  | Johnny Herbert     | Lotus 102B         | Judd EV 3.5 V8           | G      |
| Fondmetal                         | 14  | Olivier Grouillard | Fondmetal GR01     | Ford Cosworth DFR 3.5 V8 | G      |
| Leyton House Racing               | 15  | Maurício Gugelmin  | Leyton House CG911 | Ilmor 2175A 3.5 V10      | G      |
| Leyton House Racing               | 16  | Ivan Capelli       | Leyton House CG911 | Ilmor 2175A 3.5 V10      | G      |
| AGS Racing                        | 17  | Gabriele Tarquini  | AGS JH25B          | Ford Cosworth DFR 3.5 V8 | G      |
| AGS Racing                        | 18  | Fabrizio Barbazza  | AGS JH25B          | Ford Cosworth DFR 3.5 V8 | G      |
| Camel Benetton Ford               | 19  | Roberto Moreno     | Benetton B191      | Ford Cosworth HB5 3.5 V8 | P      |
| Camel Benetton Ford               | 20  | Nelson Piquet      | Benetton B191      | Ford Cosworth HB5 3.5 V8 | P      |
| BMS Scuderia Italia               | 21  | Emanuele Pirro     | Dallara 191        | Judd GV 3.5 V10          | P      |
| BMS Scuderia Italia               | 22  | JJ Lehto           | Dallara 191        | Judd GV 3.5 V10          | P      |
| Minardi Team                      | 23  | Pierluigi Martini  | Minardi M191       | Ferrari 037 3.5 V12      | G      |
| Minardi Team                      | 24  | Gianni Morbidelli  | Minardi M191       | Ferrari 037 3.5 V12      | G      |
| Ligier Gitanes                    | 25  | Thierry Boutsen    | Ligier JS35B       | Lamborghini 3512 3.5 V12 | G      |
| Ligier Gitanes                    | 26  | Érik Comas         | Ligier JS35B       | Lamborghini 3512 3.5 V12 | G      |
| Scuderia Ferrari SpA              | 27  | Alain Prost        | Ferrari 643        | Ferrari 037 3.5 V12      | G      |
| Scuderia Ferrari SpA              | 28  | Jean Alesi         | Ferrari 643        | Ferrari 037 3.5 V12      | G      |
| Larrousse F1                      | 29  | Éric Bernard       | Lola LC91          | Ford Cosworth DFR 3.5 V8 | G      |
| Larrousse F1                      | 30  | Aguri Suzuki       | Lola LC91          | Ford Cosworth DFR 3.5 V8 | G      |
| Coloni Racing                     | 31  | Pedro Chaves       | Coloni C4          | Ford Cosworth DFR 3.5 V8 | G      |
| Team 7Up Jordan                   | 32  | Bertrand Gachot    | Jordan 191         | Ford Cosworth HB4 3.5 V8 | G      |
| Team 7Up Jordan                   | 33  | Andrea de Cesaris  | Jordan 191         | Ford Cosworth HB4 3.5 V8 | G      |
| Modena Team                       | 34  | Nicola Larini      | Lambo 291          | Lamborghini 3512 3.5 V12 | G      |
| Modena Team                       | 35  | Eric van de Poele  | Lambo 291          | Lamborghini 3512 3.5 V12 | G      |

## Klassifikationen

### Qualifying
| Pos. | Fahrer             | Konstrukteur       | Vorqualifikation | Vorqualifikation  | 1. Qualifikationstraining | 1. Qualifikationstraining | 2. Qualifikationstraining | 2. Qualifikationstraining | Start |
| Pos. | Fahrer             | Konstrukteur       | Zeit             | Ø-Geschwindigkeit | Zeit                      | Ø-Geschwindigkeit         | Zeit                      | Ø-Geschwindigkeit         | Start |
| ---- | ------------------ | ------------------ | ---------------- | ----------------- | ------------------------- | ------------------------- | ------------------------- | ------------------------- | ----- |
| 01   | Riccardo Patrese   | Williams-Renault   | –                | –                 | 1:17,472                  | 198,467 km/h              | 1:14,559                  | 206,221 km/h              | 01    |
| 02   | Alain Prost        | Ferrari            | –                | –                 | 1:17,386                  | 198,687 km/h              | 1:14,789                  | 205,586 km/h              | 02    |
| 03   | Ayrton Senna       | McLaren-Honda      | –                | –                 | 1:16,557                  | 200,839 km/h              | 1:14,857                  | 205,400 km/h              | 03    |
| 04   | Nigel Mansell      | Williams-Renault   | –                | –                 | 1:17,095                  | 199,437 km/h              | 1:14,895                  | 205,295 km/h              | 04    |
| 05   | Gerhard Berger     | McLaren-Honda      | –                | –                 | 1:18,087                  | 196,903 km/h              | 1:15,376                  | 203,985 km/h              | 05    |
| 06   | Jean Alesi         | Ferrari            | –                | –                 | 1:17,303                  | 198,900 km/h              | 1:15,877                  | 202,638 km/h              | 06    |
| 07   | Nelson Piquet      | Benetton-Ford      | –                | –                 | 1:20,449                  | 191,122 km/h              | 1:16,816                  | 200,161 km/h              | 07    |
| 08   | Roberto Moreno     | Benetton-Ford      | –                | –                 | 1:19,711                  | 192,892 km/h              | 1:16,961                  | 199,784 km/h              | 08    |
| 09   | Maurício Gugelmin  | Leyton House-Ilmor | –                | –                 | 1:19,728                  | 192,851 km/h              | 1:17,015                  | 199,644 km/h              | 09    |
| 10   | Gianni Morbidelli  | Minardi-Ferrari    | –                | –                 | 1:20,635                  | 190,681 km/h              | 1:17,020                  | 199,631 km/h              | 10    |
| 11   | Stefano Modena     | Tyrrell-Honda      | –                | –                 | 1:19,530                  | 193,331 km/h              | 1:17,114                  | 199,388 km/h              | 11    |
| 12   | Pierluigi Martini  | Minardi-Ferrari    | –                | –                 | 1:19,426                  | 193,584 km/h              | 1:17,149                  | 199,297 km/h              | 12    |
| 13   | Andrea de Cesaris  | Jordan-Ford        | 1:19,729         | 192,848 km/h      | 1:20,097                  | 191,962 km/h              | 1:17,163                  | 199,261 km/h              | 13    |
| 14   | Érik Comas         | Ligier-Lamborghini | –                | –                 | 1:20,427                  | 191,175 km/h              | 1:17,504                  | 198,385 km/h              | 14    |
| 15   | Ivan Capelli       | Leyton House-Ilmor | –                | –                 | 1:19,555                  | 193,270 km/h              | 1:17,533                  | 198,310 km/h              | 15    |
| 16   | Thierry Boutsen    | Ligier-Lamborghini | –                | –                 | 1:19,187                  | 194,168 km/h              | 1:17,775                  | 197,693 km/h              | 16    |
| 17   | Mark Blundell      | Brabham-Yamaha     | –                | –                 | 1:22,277                  | 186,876 km/h              | 1:17,836                  | 197,538 km/h              | 17    |
| 18   | Satoru Nakajima    | Tyrrell-Honda      | –                | –                 | 1:21,020                  | 189,775 km/h              | 1:18,144                  | 196,760 km/h              | 18    |
| 19   | Bertrand Gachot    | Jordan-Ford        | 1:20,309         | 191,456 km/h      | 1:20,374                  | 191,301 km/h              | 1:18,150                  | 196,745 km/h              | 19    |
| 20   | Johnny Herbert     | Lotus-Judd         | –                | –                 | 1:21,230                  | 189,285 km/h              | 1:18,185                  | 196,657 km/h              | 20    |
| 21   | Olivier Grouillard | Fondmetal-Ford     | 1:20,227         | 191,651 km/h      | 1:20,640                  | 190,670 km/h              | 1:18,210                  | 196,594 km/h              | 21    |
| 22   | Aguri Suzuki       | Lola-Ford          | –                | –                 | 1:22,058                  | 187,375 km/h              | 1:18,224                  | 196,559 km/h              | 22    |
| 23   | Éric Bernard       | Lola-Ford          | –                | –                 | 1:21,613                  | 188,396 km/h              | 1:18,540                  | 195,768 km/h              | 23    |
| 24   | Martin Brundle     | Brabham-Yamaha     | –                | –                 | 1:20,999                  | 189,825 km/h              | 1:18,826                  | 195,057 km/h              | 24    |
| 25   | Michele Alboreto   | Footwork-Ford      | –                | –                 | 1:21,966                  | 187,585 km/h              | 1:18,846                  | 195,008 km/h              | 25    |
| 26   | JJ Lehto           | Dallara-Judd       | 1:20,172         | 191,783 km/h      | 1:21,323                  | 189,068 km/h              | 1:19,267                  | 193,972 km/h              | 26    |
| DNQ  | Mika Häkkinen      | Lotus-Judd         | –                | –                 | 1:22,274                  | 186,883 km/h              | 1:19,491                  | 193,426 km/h              | –     |
| DNQ  | Fabrizio Barbazza  | AGS-Ford           | –                | –                 | 1:22,319                  | 186,781 km/h              | 1:20,110                  | 191,931 km/h              | –     |
| DNQ  | Gabriele Tarquini  | AGS-Ford           | –                | –                 | 1:22,737                  | 185,837 km/h              | 1:20,262                  | 191,568 km/h              | –     |
| DNQ  | Stefan Johansson   | Footwork-Ford      | –                | –                 | 1:24,114                  | 182,795 km/h              | 1:21,000                  | 189,822 km/h              | –     |
| DNPQ | Emanuele Pirro     | Dallara-Judd       | 1:20,539         | 190,909 km/h      | –                         | –                         | –                         | –                         | –     |
| DNPQ | Nicola Larini      | Lambo-Lamborghini  | 1:20,628         | 190,698 km/h      | –                         | –                         | –                         | –                         | –     |
| DNPQ | Eric van de Poele  | Lambo-Lamborghini  | 1:21,304         | 189,112 km/h      | –                         | –                         | –                         | –                         | –     |
| DNPQ | Pedro Chaves       | Coloni-Ford        | 1:22,229         | 186,985 km/h      | –                         | –                         | –                         | –                         | –     |

### Rennen
| Pos. | Fahrer             | Konstrukteur       | Runden | Stopps | Zeit        | Start | Schnellste Runde |
| ---- | ------------------ | ------------------ | ------ | ------ | ----------- | ----- | ---------------- |
| 01   | Nigel Mansell      | Williams-Renault   | 72     | 1      | 1:38:00,056 | 04    | 1:19,168         |
| 02   | Alain Prost        | Ferrari            | 72     | 1      | + 5,003     | 02    | 1:19,944         |
| 03   | Ayrton Senna       | McLaren-Honda      | 72     | 0      | + 34,934    | 03    | 1:20,570         |
| 04   | Jean Alesi         | Ferrari            | 72     | 0      | + 35,920    | 06    | 1:20,425         |
| 05   | Riccardo Patrese   | Williams-Renault   | 71     | 0      | + 1 Runde   | 01    | 1:20,028         |
| 06   | Andrea de Cesaris  | Jordan-Ford        | 71     | 0      | + 1 Runde   | 13    | 1:21,051         |
| 07   | Maurício Gugelmin  | Leyton House-Ilmor | 70     | 0      | + 2 Runden  | 09    | 1:22,309         |
| 08   | Nelson Piquet      | Benetton-Ford      | 70     | 0      | + 2 Runden  | 07    | 1:21,873         |
| 09   | Pierluigi Martini  | Minardi-Ferrari    | 70     | 0      | + 2 Runden  | 12    | 1:21,719         |
| 10   | Johnny Herbert     | Lotus-Judd         | 70     | 0      | + 2 Runden  | 20    | 1:23,201         |
| 11   | Érik Comas         | Ligier-Lamborghini | 70     | 0      | + 2 Runden  | 14    | 1:21,916         |
| 12   | Thierry Boutsen    | Ligier-Lamborghini | 69     | 0      | + 3 Runden  | 16    | 1:21,641         |
| –    | Roberto Moreno     | Benetton-Ford      | 63     | 0      | DNF         | 08    | 1:23,693         |
| –    | Stefano Modena     | Tyrrell-Honda      | 57     | 0      | DNF         | 11    | 1:23,480         |
| –    | Olivier Grouillard | Fondmetal-Ford     | 47     | 0      | DNF         | 21    | 1:22,837         |
| –    | Éric Bernard       | Lola-Ford          | 43     | 0      | DNF         | 23    | 1:22,133         |
| –    | JJ Lehto           | Dallara-Judd       | 39     | 0      | DNF         | 26    | 1:23,748         |
| –    | Mark Blundell      | Brabham-Yamaha     | 36     | 0      | DNF         | 17    | 1:23,282         |
| –    | Aguri Suzuki       | Lola-Ford          | 32     | 0      | DNF         | 22    | 1:23,448         |
| –    | Michele Alboreto   | Footwork-Ford      | 31     | 0      | DNF         | 25    | 1:24,369         |
| –    | Martin Brundle     | Brabham-Yamaha     | 21     | 0      | DNF         | 24    | 1:23,636         |
| –    | Satoru Nakajima    | Tyrrell-Honda      | 12     | 0      | DNF         | 18    | 1:24,420         |
| –    | Gianni Morbidelli  | Minardi-Ferrari    | 8      | 0      | DNF         | 10    | 1:23,687         |
| –    | Ivan Capelli       | Leyton House-Ilmor | 7      | 0      | DNF         | 15    | 1:23,623         |
| –    | Gerhard Berger     | McLaren-Honda      | 6      | 0      | DNF         | 05    | 1:23,297         |
| –    | Bertrand Gachot    | Jordan-Ford        | 0      | 0      | DNF         | 19    | –                |

## WM-Stände nach dem Rennen
Die ersten sechs des Rennens bekamen 10, 6, 4, 3, 2 bzw. 1 Punkt(e).

### Fahrerwertung
| Pos. | Fahrer            | Konstrukteur     | Punkte |
| ---- | ----------------- | ---------------- | ------ |
| 01   | Ayrton Senna      | McLaren-Honda    | 48     |
| 02   | Nigel Mansell     | Williams-Renault | 23     |
| 03   | Riccardo Patrese  | Williams-Renault | 22     |
| 04   | Alain Prost       | Ferrari          | 17     |
| 05   | Nelson Piquet     | Benetton-Ford    | 16     |
| 06   | Gerhard Berger    | McLaren-Honda    | 10     |
| 07   | Stefano Modena    | Tyrrell-Honda    | 9      |
| 08   | Jean Alesi        | Ferrari          | 8      |
| 09   | Andrea de Cesaris | Jordan-Ford      | 7      |
| 10   | Roberto Moreno    | Benetton-Ford    | 5      |
| 11   | JJ Lehto          | Dallara-Judd     | 4      |
| 12   | Pierluigi Martini | Minardi-Ferrari  | 3      |
| 13   | Mika Häkkinen     | Lotus-Judd       | 2      |
| 14   | Bertrand Gachot   | Jordan-Ford      | 2      |
| 15   | Satoru Nakajima   | Tyrrell-Honda    | 2      |
| 16   | Aguri Suzuki      | Lola-Ford        | 1      |
| 17   | Julian Bailey     | Lotus-Judd       | 1      |

| Pos. | Fahrer             | Konstrukteur           | Punkte |
| ---- | ------------------ | ---------------------- | ------ |
| 18   | Emanuele Pirro     | Dallara-Judd           | 1      |
| 19   | Éric Bernard       | Lola-Ford              | 1      |
| 20   | Thierry Boutsen    | Ligier-Lamborghini     | 0      |
| 21   | Gianni Morbidelli  | Minardi-Ferrari        | 0      |
| 22   | Maurício Gugelmin  | Leyton House-Ilmor     | 0      |
| 23   | Nicola Larini      | Lambo-Lamborghini      | 0      |
| 24   | Érik Comas         | Ligier-Lamborghini     | 0      |
| 25   | Mark Blundell      | Brabham-Yamaha         | 0      |
| 26   | Gabriele Tarquini  | AGS-Ford               | 0      |
| 27   | Eric van de Poele  | Lambo-Lamborghini      | 0      |
| 28   | Johnny Herbert     | Lotus-Judd             | 0      |
| 29   | Martin Brundle     | Brabham-Yamaha         | 0      |
| –    | Ivan Capelli       | Leyton House-Ilmor     | 0      |
| –    | Michele Alboreto   | Footwork-Ford/-Porsche | 0      |
| –    | Stefan Johansson   | Footwork-Ford/-Porsche | 0      |
| –    | Olivier Grouillard | Fondmetal-Ford         | 0      |

### Konstrukteurswertung
| Pos. | Konstrukteur     | Punkte |
| ---- | ---------------- | ------ |
| 01   | McLaren-Honda    | 58     |
| 02   | Williams-Renault | 45     |
| 04   | Ferrari          | 25     |
| 03   | Benetton-Ford    | 21     |
| 05   | Tyrrell-Honda    | 11     |
| 06   | Jordan-Ford      | 9      |
| 07   | Dallara-Judd     | 5      |
| 08   | Minardi-Ferrari  | 3      |
| 09   | Lotus-Judd       | 3      |

| Pos. | Konstrukteur           | Punkte |
| ---- | ---------------------- | ------ |
| 10   | Lola-Ford              | 2      |
| 11   | Ligier-Lamborghini     | 0      |
| 12   | Leyton House-Ilmor     | 0      |
| 13   | Lambo-Lamborghini      | 0      |
| 14   | Brabham-Yamaha         | 0      |
| 15   | AGS-Ford               | 0      |
| –    | Footwork-Porsche/-Ford | 0      |
| –    | Fondmetal-Ford         | 0      |